# Маунт Савидж
Маунт Савидж (на английски: Mount Savage) е селище в окръг Алегени, Мериленд, Съединените американски щати.
Населението му е около 2300 души.
В Маунт Савидж е роден духовникът Едуард Муни (1882-1946).